# Austraplectana
Austraplectana ist eine Gattung der Spulwürmer und die einzige Gattung in der Unterfamilie Austraplectaninae. Sie sind Parasiten bei Amphibien in Australien.

## Merkmale
Die drei Lippen sind klein und tragen einen kleinen Vorderflügel. Der Körper ist mit Seitenflügeln und Papillen ausgestattet. Die Kaudalflügel der Männchen sind dick und mit zahlreichen Papillen besetzt. Die Region vor dem Anus hat bei Männchen einige Paare lateroventraler Muskeln. Saugnäpfe fehlen.

## Systematik
Die beiden Arten unterscheiden sich in Schwanzlänge und -morphologie, der Zahl und Anordnung der Schwanzpapillen, der präkloakalen Papille und einer kammartigen Vorwölbung bei Männchen:
- Austraplectana extranes, Ni, Barton & Li, 2022
- Austraplectana kartanum, Baker, 1981